# Liste der Stolpersteine in Remscheid-Lennep

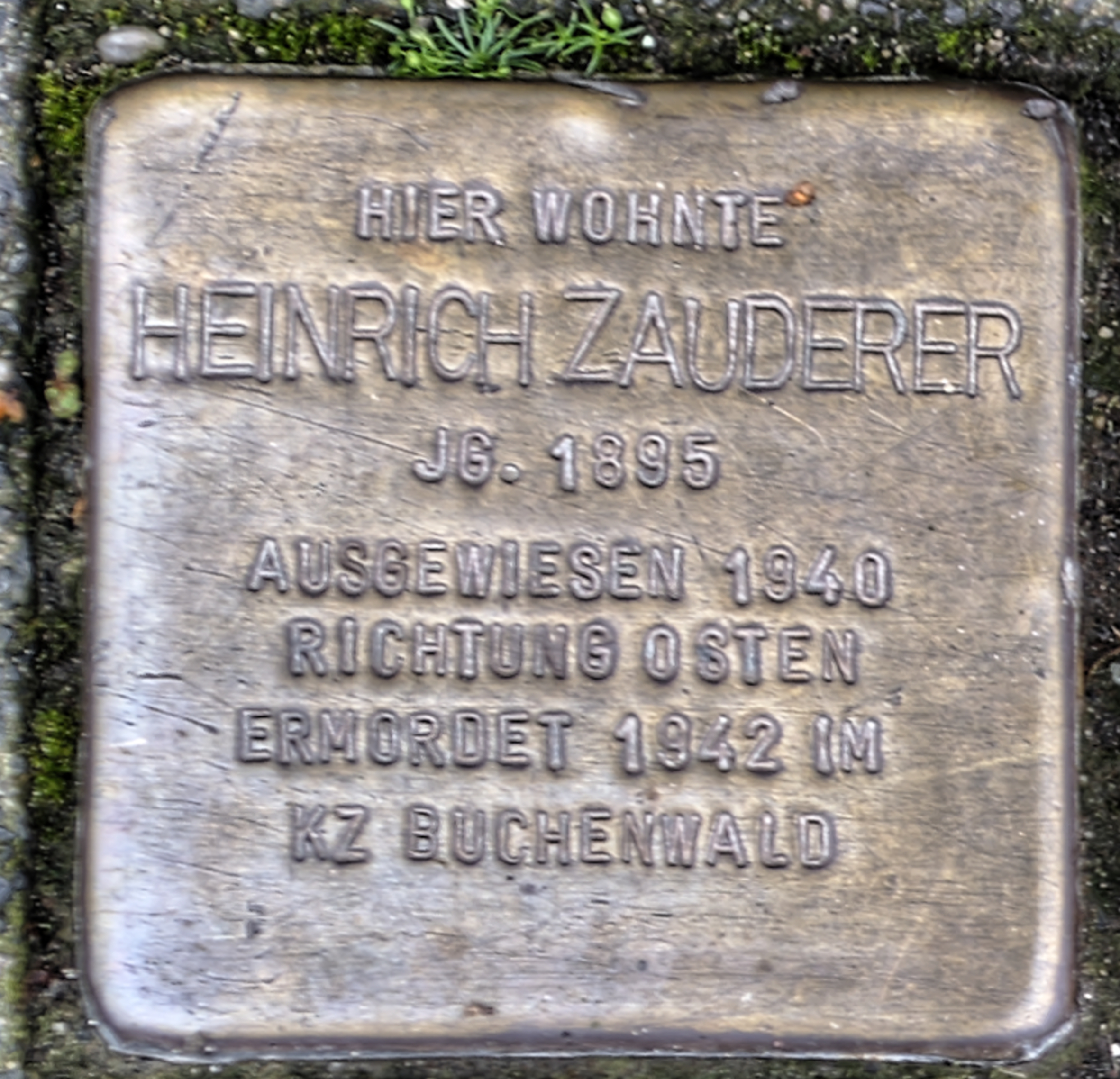
Der erste Stolperstein in Remscheid

Die Liste der Stolpersteine in Remscheid-Lennep enthält Stolpersteine, die im Rahmen des gleichnamigen Kunst-Projekts von Gunter Demnig in Remscheid-Lennep verlegt wurden. Mit ihnen soll Opfern des Nationalsozialismus gedacht werden, die in Remscheid-Lennep lebten und wirkten. Die Informationen zu den Steinen sind der Dokumentation der Stolpersteine in Remscheid entnommen.
Diese Liste ist Teil der Liste der Stolpersteine in Remscheid

## Liste der Stolpersteine
| Nr. | Person               | Adresse            | Inschrift                                                                              | Bild | weitere Informationen |
| --- | -------------------- | ------------------ | -------------------------------------------------------------------------------------- | --- | --- |
| 104 | Friederike Löwenthal | Kölner Straße 48 ⊙ | Hier wohnte Friederike Löwenthal Jg. 1861 deportiert 1942 Theresienstadt ermordet 1942 | | Friederike Löwenthal wurde am 17. Juli 1861 in Lennep geboren und war wohnhaft in Remscheid. Sie wurde mit dem Transport VII/1, č. 512 am 21. Juli 1942 ab Düsseldorf in das Ghetto Theresienstadt deportiert wo sie am 13. November 1942 ermordet wurde.                 |
| 105 | Caroline Löwenthal   | Kölner Straße 48 ⊙ | Hier wohnte Caroline Löwenthal Jg. 1868 deportiert 1942 Theresienstadt ermordet 1942   | | Caroline Löwenthal wurde am 17. April 1868 in Lennep geboren und war wohnhaft in Remscheid. Sie wurde mit dem Transport VII/1, č. 512 am 21. Juli 1942 ab Düsseldorf in das Ghetto Theresienstadt deportiert wo sie am 23. August 1942 ermordet wurde.                    |
| 107 | David Rosenbaum      | Kölner Straße 99 ⊙ | Hier wohnte David Rosenbaum Jg. 1882 deportiert 1941 ermordet in Minsk                 | | David Rosenbaum wurde am 4. Januar 1882 in Bopfingen bei Neresheim geboren und war wohnhaft in Remscheid. Er wurde am 10. November 1941 ab Düsseldorf in das Ghetto Minsk deportiert.                                                                                     |
| 108 | Lilli Rosenbaum      | Kölner Straße 99 ⊙ | Hier wohnte Lilli Rosenbaum geb. Grünebaum Jg. 1887 deportiert 1941 ermordet in Minsk  | | Lilli Grünebaum wurde am 11. Dezember 1887 in Herbede bei Hattingen geboren und war wohnhaft in Remscheid. Sie wurde am 10. November 1941 ab Düsseldorf in das Ghetto Minsk deportiert.                                                                                   |
| 109 | Inge Rosenbaum       | Kölner Straße 99 ⊙ | Hier wohnte Inge Rosenbaum Jg. 1919 deportiert 1941 ermordet in Minsk                  | | Inge Rosenbaum wurde am 20. November 1919 in Lennep geboren und war wohnhaft in Remscheid. Sie wurde am 10. November 1941 ab Düsseldorf in das Ghetto Minsk deportiert.                                                                                                   |
| 110 | Egon Rosenbaum       | Kölner Straße 99 ⊙ | Hier wohnte Egon Rosenbaum Jg. 1922 deportiert 1941 ermordet in Minsk                  | | Egon Manfred Rosenbaum wurde am 17. Januar 1922 in Lennep geboren und war wohnhaft in Remscheid. Er wurde am 10. November 1941 ab Düsseldorf in das Ghetto Minsk deportiert.                                                                                              |
| 82  | Frieda Isaak         | Gänsemarkt 24 ⊙    | Hier wohnte Frieda Isaak Jg. 1891 deportiert 1941 ermordet in Minsk                    | | Frieda Isaak wurde am 1. Dezember 1891 in Lennep geboren und war wohnhaft in Remscheid. Sie wurde am 10. November 1941 ab Düsseldorf in das Ghetto Minsk deportiert. |
| 83  | Siegmund Isaak       | Gänsemarkt 24 ⊙    | Hier wohnte Siegmund Isaak Jg. 1882 deportiert 1941 ermordet in Łódź                   | | Siegmund Isaak wurde am 2. März 1882 in Lennep geboren und war wohnhaft in Remscheid und Wuppertal. Er wurde am 27. Oktober 1941 ab Düsseldorf in das Ghetto Litzmannstadt (Łódź) und am 6. Mai 1942 in das KZ Chelmno deportiert wo er am 7. Mai 1942 ermordet wurde.    |
| 84  | Berta Isaak          | Gänsemarkt 24 ⊙    | Hier wohnte Berta Isaak Jg. 1866 deportiert 1941 ermordet in Minsk                     | | |
| 85  | Carl Isaak           | Gänsemarkt 24 ⊙    | Hier wohnte Carl Isaak Jg. 1884 deportiert 1941 ermordet in Minsk                      | | Carl Isaak wurde am 10. September 1884 in Lennep geboren und war wohnhaft in Remscheid. Er wurde am 10. November 1941 ab Düsseldorf in das Ghetto Minsk deportiert. |
| 88  | Marta Isaak          | Gänsemarkt 24 ⊙    | Hier wohnte Marta Isaak geb. Schönthal Jg. 1884 deportiert 1941 ermordet in Łódź       | | Marta Schönthal wurde am 5. November 1889 in Hage bei Norden geboren und war wohnhaft in Remscheid. Sie wurde am 27. Oktober 1941 ab Düsseldorf in das Ghetto Litzmannstadt (Łódź) und am 6. Mai 1942 in das KZ Chelmno deportiert wo sie am 7. Mai 1942 ermordet wurde.  |
| 86  | Ruth Isaak           | Gänsemarkt 24 ⊙    | Hier wohnte Ruth Isaak Jg. 1913 deportiert 1941 ermordet in Łódź                       | | Ruth Schönthal wurde am 29. Juli 1913 in Lennep geboren und war wohnhaft in Remscheid und Wuppertal. Sie wurde am 27. Oktober 1941 ab Düsseldorf in das Ghetto Litzmannstadt (Łódź) und am 6. Mai 1942 in das KZ Chelmno deportiert wo sie am 7. Mai 1942 ermordet wurde. |
| 87  | Erich Isaak          | Gänsemarkt 24 ⊙    | Hier wohnte Erich Isaak Jg. 1917 deportiert 1941 ermordet in Łódź                      | | Erich Isaak wurde am 11. August 1917 in Lennep geboren und war wohnhaft in Remscheid. Er wurde am 27. Oktober 1941 ab Düsseldorf in das Ghetto Litzmannstadt (Łódź) und am 6. Mai 1942 in das KZ Chelmno deportiert wo er am 7. Mai 1942 ermordet wurde.                  |
| 17  | Betti Rosenbaum      | Hermannstraße 1    | Hier wohnte Betti Rosenbaum                                                            | Bild gesucht Der Benutzer GeorgDerReisende ( Diskussion ) wünscht sich an dieser Stelle ein Bild vom Ort mit diesen Koordinaten 51.186699 7.255488 . Motiv: Hermannstraße 1: der Stolperstein für Betti Rosenbaum, die Lage und das Haus Falls du dabei helfen möchtest, erklärt die Anleitung , wie das geht. BW | |